# Лопатинский, Сергей Викторович
Серге́й Викторович Лопа́тинский (род. 23 июля 1976, Свердловск) — российский боксёр, мастер спорта России международного класса (1995).

## Биография
Родился 23 июля 1976 года в городе Свердловск. Тренироваться боксом начал в 10 лет в боксёрском клубе «Малахитовый Гонг» в Екатеринбурге, под руководством Сергея Александровича Манина и Бориса Юрьевича Яковлева.
В 1996 году Сергей поступает в Волгоградскую академию физкультуры и спорта и продолжает тренироваться боксом, под руководством заслуженного тренера РФ Черноиванова Александра Сергеевича.
В настоящее время Сергей Лопатинский проживает в Волгограде. Воспитывает троих детей. Занимается тренерской работой.

### Спортивные достижения
- Победитель чемпионата России по юношам. 1992 год.
- Победитель чемпионата России по юниорам. 1993 год.
- Серебряный призёр первенства Европы по юниорам г. Салоники (Греция). В финале проиграл по очкам Владимиру Кличко. 1993 год.
- Чемпионат России по боксу 1994 — ;
- Чемпионат России по боксу 1995 — ;
- Чемпионат России по боксу 1998 — ;
- Чемпионат России по боксу 1999 — ;
- Двукратный чемпион РФ «Олимпийские надежды» в 1997—1998 годах (19-22 года).

Многократный чемпион международных турниров. За всю карьеру Сергей провёл 120 боёв, в 112 из которых одержал победу.

## Криминальный скандал
В январе 2009 года Лопатинский был задержан в волгоградском казино по подозрению в избиении и вымогательстве 14 миллионов рублей у председателя национальной культурной автономии корейцев Волгограда Алексея Кима. В апреле 2010 года Лопатинский был осуждён на 7 лет лишения свободы после подтверждения вымогательства. В том же году Лопатинскому было отказано в кассации.